# سيغما
سيغما (باليونانية:σίγμα/σῖγμα) هو الحرف الثامن عشر من الأبجدية الإغريقية، وهي في نظام الترقيم اليوناني تساوي القيمة مائتان (200)، وهو يرمز في الرياضيات إلى الجمع. يأخذ الحرف شكلين الكبير (Σ) والصغير (σ أو ς)كما يرمز في الإحصاء إلى (الانحراف المعياري).
وفي الفيزياء الكهربائية يرمز الرمز سيجما(σ)إلى تركيز الشحنة وتساوي الشحنة مضروبة في السطح الذي تتوزع عليه وتستخدم بكثرة في اشتقاق علاقات الكهرباء باستخدام قانون غاوس المخصص للتدفق الكهربائي ويرمز كذلك للناقلية النوعية في الكيمياء وحدتها s/m